# Icelozoon dichotomum
Icelozoon dichotomum is een mosdiertjessoort uit de familie van de Chaperiidae. De wetenschappelijke naam van de soort is, als Chaperia dichotoma, voor het eerst geldig gepubliceerd in 1914 door Kluge.